# غيثان بن جريس
غيثان بن علي بن عبد الله بن جريس الجبيري الشهري (1959م) كاتب وأكاديمي ومؤرخ سعودي، له العديد من المؤلفات والبحوث والدراسات العلمية، يطلق عليه لقب مؤرخ تهامة والسراة. من موليد العام 1379هـ في قرية آل مقبول في بلاد بني عمرو التابعة لمنطقة عسير.

## الحياة العلمية
- التحق بكلية التربية فرع جامعة الملك سعود (الرياض سابقاً) بأبها عام 1396هـ /1397هـ، وتخرج فيها بعد حصوله على درجة البكالوريوس في التاريخ والحضارة الإسلامية عام 1400هـ /1980م بتقدير ممتاز.[4]
- حصل على درجة الماجستير في جامعة إنديانا بمدينة بلمنجتون-(Bloomington) بتقدير ممتاز مع مرتبة الشرف الأولى في أوائل عام 1405هـ/(1984م).
- حصل على درجة الدكتوراه في قسم الدراسـات الشرقية بجامعة مانشستر (University of Manchester) في بريطانيا، بتقدير ممتاز مع مرتبة الشرف الأولى في أواخر عام 1409هـ (1989/1990م).

وكان موضوع رسالة الدكتوراه: ” التاريخ الاجتماعي والحرفي والتجاري في الحجاز خلال العصر العباسي الأول 132 ـ 232هـ /749 ـ 847م ” .(The Social, Industrial and Commercial History of the Hijaz Under The Early Abbassids (132-232 /747- 847))

## حياته العملية
- بدأ حياته العملية معيداً في كلية التربية بكلية التربية بأبها فرع جامعة الملك سعود  (الرياض سابقاً) (جامعة الملك خالد حالياً) في العام 1984م.
- عاد إلى كلية التربية بأبها ليعمل أستاذا مساعداً بقسم التاريخ في الكلية، وفي أواخر عـام 1410هـ (1990م).[6]
- أصبح رئيساً لقسم التاريخ في الكلية واستمر في هذا المنصب حتى عام 1423هـ /2002م، وقد ترقى إلى درجة أستاذ مشارك في أوائل عام 1414هـ، ثم ترقى إلى درجة أستاذ متميز في 20/1/1418هـ. ويعد أول من حصل على درجة الأستاذية من خريجي فرعي جامعة الملك سعود والإمام محمد بن سعود الإسلامية بأبها (جامعة الملك خالد حالياً).
- يقوم منذ (12) سنة وحتى الآن بتدريس بعض مقررات التخصص لطلاب الدراسات العليا بالجامعة، كما ناقش وأشرف على عشرات الرسائل العلمية.
- يعمل منذ عام (1418هـ/1998م) متعاوناً مع وزارة الثقافة (إدارة المطبوعات بالرياض) في فحص وتقييم بعض الكتب والدراسات.
- قدّم بعض المحاضرات العامة في نادي المنطقة الشرقية الأدبـي، ونادي مكة المكرمة الثقافي، ونادي المدينة المنورة الأدبي، ونادي جازان الأدبي، ونادي الطائف الأدبي.
- شارك ولا يزال في استشارات محلية، وإقليمية علمية وتاريخية تخص تراث وحضارة شبه الجزيرة العربية أو تاريخ الدولة السعودية.

## العضويات
- عضو اتحاد المؤرخين العرب بالقاهرة منذ عام (1412هـ/1992م) وحتى الآن.
- عضو الجمعية المصرية للدراسات التاريخية منذ عام (1412هـ/1992م) وحتى الآن.
- عضو جمعية التاريخ والآثار بدول مجلس التعاون لدول الخليج العربي منذ عام (1420هـ/1999م) وحتى الآن.
- المشرف والمؤسس لكرسي الملك خالد للبحوث العلمية منذ (1/5/1427هـ/2006م) وحتى (30-4-1428هـ /2007م).

## الجوائز والتكريم
- حصل على جائزة عبد الحميد شومان في العلوم الإنسانية (المملكة الأردنية الهاشمية) عام 1996م. وقد منح أثناء حصوله على تلك الجائزة شهادة ودرعاً، تقديراً لفوزه بالجائزة.
- كرّمه نادي أبها الأدبي في 5/2/1418هـ (1997م)، بمناسبة حصوله على درجة الأستاذية بتميزة.
- كُرم في ملتقى قبائل بني شهر الأول، المنعقد في الرياض برعاية الأمير فيصل بن خالد بن عبد العزيز آل سعود أمير منطقة عسير، يوم الخميس (25/11/1433هـ الموافق 11/10/2012م).
- كُرم في مؤتمر اتحاد المؤرخين العرب بالقاهرة لعام (1435هـ/2013م)، باعتباره واحداً من شوامخ المؤرخين العرب، وقد أقيمت احتفالية بهذا التكريم في فندق دار الدفاع الجوي في مدينة نصر بالقاهرة يوم الأربعاء (3/1/1435هـ الموافق 6/نوفمبر/ 2013م) ومنح المكرم درع اتحاد المؤرخين العرب.
- فاز كتاباه: القول المكتوب في تاريخ الجنوب (الباحة وعسير). الجزء الخامس، ودراسات في تاريخ تهامة والسراة (ق1 – ق10هـ) الجزء الثاني بجائزة شنان بن عبد الله الزهراني، وبمناسبة هذا الفوز تم تكريم المؤلف في تواصل زهران العاشر عام (1435هـ/2014م)، في مكة المكرمة يوم الخميس (11/10/1435هـ الموافق7/8/2014م).
- كرّمته من قبل وزارة الثقافة والإعلام في المملكة العربية السعودية في معرض الكتاب الدولي الثامن بالرياض عام (1436هـ/2015م)، بمناسبة حصوله على جائزة الكتاب في ذلك العام، عن كتابه: الوجود الإسلامي في أرخبيل الملايو إندونيسيا وماليزيا أنموذجاً (ق1 – ق10هـ/ ق7 – ق16م). في مركز المعارض بالرياض يوم الأربعاء (13/5/1436هـ الموافق 4/3/2015م).
- تم استضافته وتكريمه من قبل الدكتور محمد بن عبد الله المشوح في ثلوثيته بمدينة الرياض يوم الثلاثاء (1/8/1436هـ الموافق 5/مايو/2015م). وكان حديث الضيف (غيثان بن جريس) حول محطاته وإنجازاته العلمية خلال (36) عاماً. من عام (1400ـ1436هـ/1980ـ2015م). في مقر الثلوثية بدار المشوح الساعة (8ـ11)مساءً.
- تم استضافته وتكريمه من قبل رئيس وأعضاء قسم التاريخ والحضارة في كلية العلوم الاجتماعية بجامعة الإمام محمد بن سعود الإسلامية يوم الإثنين (22/4/1437هـ الموافق1/2/2016م).
- حصل على جائزة مدير جامعة الملك خالد في مستوع الأبحاث الرقمية العلمية يوم الثلاثاء (18/8/1440هـ /23/4/2019م).
- تم تكريمه في نادي أبها الأدبي كأحد رواد البحث العلمي في مجال التاريخ والحضارة العربية والإسلامية يوم الإثنين (19/11/1440هـ الموافق 22/7/2019م).

## المؤلفات
1 –   افتراءات المستشرق كارل بروكلمان على السيرة النبوية (جدة – دار البلاد للطباعة والنشر، 1413هـ/1993م، 1414هـ/1994م، 1415هـ/1995م، 1418هـ/1998م)، أربع طبعات، (والطبعة الأولى من منشورات نادي أبها الأدبي عـام 1413هـ / 1993م) (80 صفحة).
2 –  بلاد بني شهر وبني عمرو خلال القرنين الثالث عشر والرابع عشر الهجريين (أبها: مطابع مازن، 1413هـ/1993م) (الطبعة الأولى). (192 صفحة).
3 –  بلاد بني عمرو خلال القرنين (13 ـ14هـ/19 ـ 20م). تم إضافة أكثر من (400) صفحة على الطبعة الأولى التي صدرت عام (1413هـ/1993م).(الرياض: مطابع الحميضي، 1429هـ/2008م). كما أعيدت الطبعة الرابعة، وعليها إضافة أكثر من مئة وعشرين صفحة. (الرياض: مطابع الحميضي، 1441هـ/2020م) (576صفحة).
4 –  صفحات من تاريخ عسير، الجزء الأول (جدة، دار البلاد للطبع والنشر، 1413هـ/1993م، 1414هـ /1994م) (طبعتان أولى وثانية). (191 صفحة)
5-  بحوث في التاريخ والحضارة الإسلامية، الجزء الأول، تقديم ومراجعة الأستاذ الدكتور/ سعيد عبد الفتاح عاشور، رئيس اتحاد المؤرخين العرب (الإسكندرية، دار المعرفة الجامعية، 1414هـ/1994م) (الطبعة الأولى). الجزء الأول. (334صفحة)
6 – عسير: دراسة تاريخية في الحياة الاجتماعية والاقتصادية (1100-1400هـ/ 1688-1980م)  (جدة: دار البلاد للطباعة والنشر، 1415هـ /1994م) (الطبعة الأولى) (255صفحة).
7 – تاريخ التعليم في منطقة عسير (1354-1386هـ/1934-1966م)، (جدة: دار البلاد للطباعة والنشر، 1416هـ / 1995م) (الطبعة الأولى). الجزء الأول. (348صفحة)
8 –   الهجرات العربية إلى ساحل شرقي أفريقية في العصور الوسطى وآثارها الاجتماعية والثقافية والتجارية حتى القرن الرابع الهجري دراسة نشرت في هيئة كتيب بمركز بحوث كلية التربية بأبها وتم تصويره وتجليده في مطابع جامعة الملك سعود بالرياض (عام 1416هـ /1995م)  (الطبعة الأولى) (52 صفحة).
9 – أبها حاضرة عسير (دراسة وثائقية) (الرياض: مطابع الفرزدق، 1417هـ /1997م) (الطبعة الأولى)، كما أعيد طبعه للمرة الثانية (الرياض: مطابع الحميضي، 1430هـ/2009م) (584صفحة).
10 –   الأقليات الإسلامية في العالم (1) أفريقيا. الجزء الأول0 (أبها: نادي أبها الأدبي، 1417هـ/ 1997م) (بالاشتراك مع الأستاذ الدكتور / السر سيد أحمد العراقي). أعيدت طباعته بمطابع العبيكان في الرياض، خلال عام (1424هـ /2003م). (ثلاث طبعات) (206 صفحات).
11–   القول المكتوب في تاريخ الجنوب (عسير أنموذجاً) (الرياض: مطابع العبيكان، 1426هـ/ 2005م). (الطبعة الأولى).الجزء الأول (567 صفحة).
12–   الوجود الإسلامي في أرخبيل الملايو (إندونيسيا وماليزيا أنموذجاً) (ق1 ـ ق10هـ/ق7 ـ ق16م) (دراسة تاريخية حضارية). (الرياض: مطابع الحميضي، 1430ـ 1431هـ/2009 ـ2010م). (الطبعة الأولى) (485 صفحة). وقد أعيدت طباعته في (الرياض: مطابع الحميضي،1435هـ/2014م) ص486 .
13–   من رواد التربية والتعليم في المملكة العربية السعودية: محمد أحمد (أنور) (دراسات، وشهادات، ووثائق).الرياض: مطابع الحميضي،1431هـ/2010م).(الطبعة الأولى)(606 صفحة).كما أعيدت طباعة هذا الكتاب طبعة مزيدة منقحة في الرياض: مطابع الحميضي، 1437هـ/2016م) (590صفحة).
14- سلسلة كتاب (القول المكتوب في تاريخ الجنوب) في 30جزءا